# Teoria cromosòmica de l'herència
La teoria cromosòmica de l'herència és una teoria científica que relaciona els cromosomes amb la transmissió dels caràcters heretables.
També és denominada teoria cromosòmica de Sutton i Boveri en honor de les dues persones que la van desenvolupar independentment el 1902, Theodor Boveri i Walter Sutton.
Aquesta teoria enuncia que els al·lels, els factors genètics mendelians estan als cromosomes. La teoria restà controvertida fins al 1915, quan Thomas Hunt Morgan aconseguí aportar proves experimentals a través d'estudis realitzats en Drosophila melanogaster.

## La biologia al s. XIX
La investigació realitzada durant aquell segle proporcionà tres pilars bàsics per al desenvolupament posterior de la biologia, influint fonamentalment en totes les àrees científiques i creant un sistema unificat a pesar de la complexitat subjacent. Aquestes tres idees foren:
- La teoria cel·lular, que concep la cèl·lula com la unitat viva autònoma més petita; així doncs, segons aquesta idea, les cèl·lules són les unitats fonamentals tant dels organismes unicel·lulars (com bacteris o protists) como dels multicel·lulars, i a més constitueixen els vehicles de propagació dels organismes vius: les espores, l'esperma i els ous. Un punt central és que la teoria cel·lular considera que les noves cèl·lules procedeixen de les antigues, com ho expressà Rudolf Virchow: Omnis cellula ex cellula.
- El paradigma mendelià: segons les idees de Gregor Mendel els elements heretables es basen en unitats, partícules individuals que passen d'una generació a la següent mitjançant els mecanismes reproductius. Aquestes unitats hi ha en parelles (els al·lels), per als quals poden existir diferents variants. Aquestes variants coexisteixen en els híbrids, i passen a la generació següent en forma de còpia simple. És a dir, Mendel establia el comportament combinatori dels gens i la seva segregació en la descendència.
- El concepte de selecció natural, ja expressat per Charles Darwin en el seu llibre On the Origin of Species by Means of Natural Selection or the Preservation of Favoured Races in the Struggle for Life" (Sobre l'Origen de les Espècies per mitjà de la selecció natural o la preservació de les races afavorides en la lluita per la vida) (1859). Per tant, Darwin rebutjava la idea conservacionista de la immutabilitat de les espècies, que es consideren en continu procés de canvi com a resultat de la pressió de selecció realitzada per la natura.

Els estudis sobre fertilització realitzats per Edouard Van Beneden en 1883 demostraren que els pronuclis masculí i femení en el zigot d'Ascaris contribueixen cadascun amb un joc de cromosomes a la primera divisió cel·lular. D'altra banda, un influent citòleg de l'època, August Weismann, proposà la cromatina com el material hereditari. Inclús establí la teoria de la línia germinal, i predigué algun tipus de reducció de la informació abans de la formació dels gàmetes. Això no obstant, Weismann, en la seva teoria cromosòmica de l'herència de 1892, considerava que cada cromosoma mitòtic contenia el genoma complet de la línia germinal.

## Els estudis de Theodor Boveri

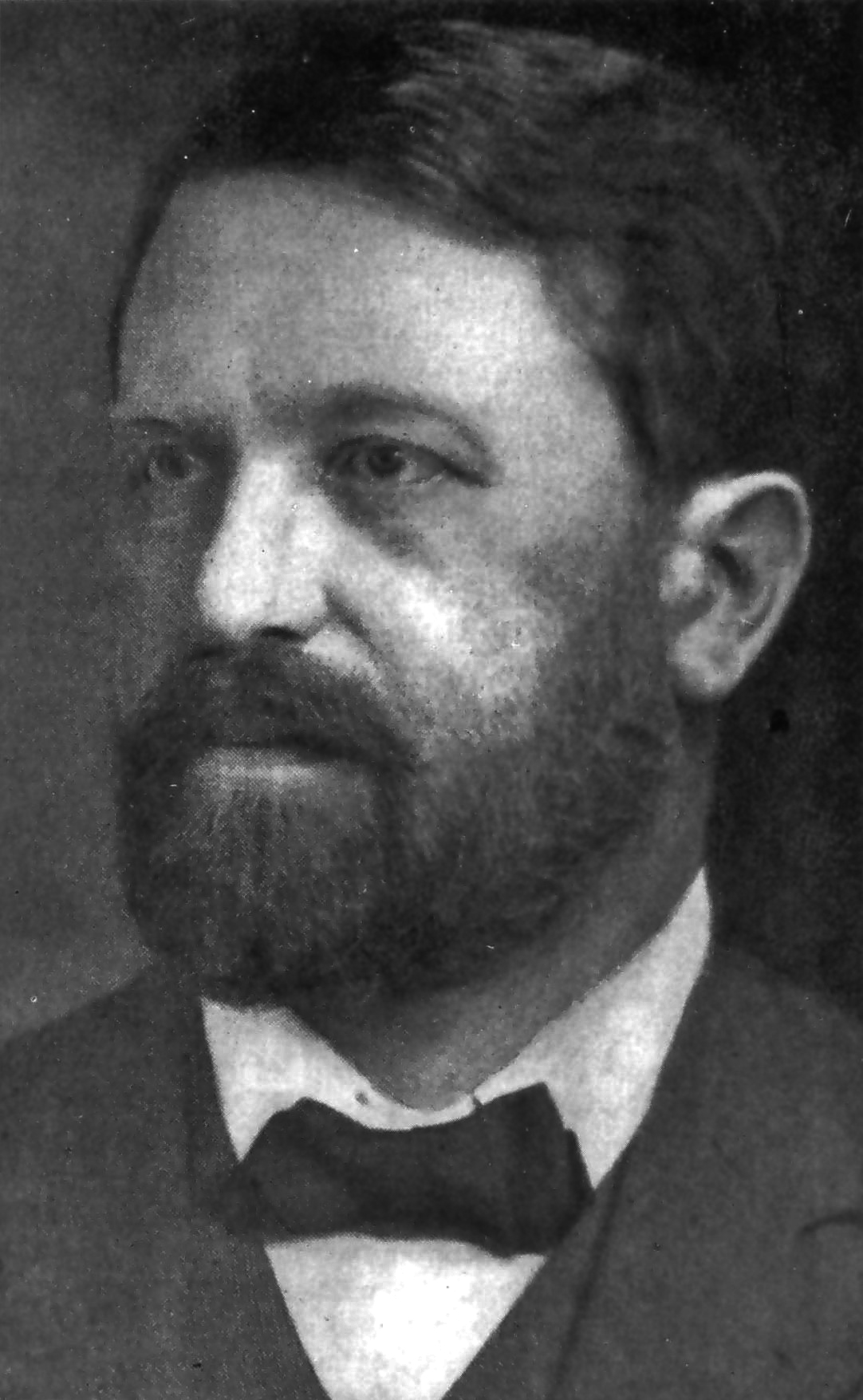
Theodor Boveri

A pesar que en l'època de Theodor Boveri s'acceptava que una cèl·lula procedeix de la divisió binària d'una cèl·lula “mare”, no estava clar com la cromatina (que August Weismann denominava el “plasma germinal”) present en el nucli es transmet a les cèl·lules filles de manera que ambdues són idèntiques a la cèl·lula original, després de la “metamorfosi nuclear” observada per Walther Flemming, en la que la massa nuclear es transforma en fibres definides (els cromosomes) que es belluguen en l'interior cel·lular i després torna al seu estat original. A pesar que se suposava que les dites fibres transportaven el material hereditari, el mecanisme restava desconegut, suposava que aquestes fibres transportaven el material hereditari, el mecanisme restava desconegut, fins que Boveri demostrà que els cromosomes són “orgànuls” permanents que es condensen durant la mitosi i resten difusos durant la interfase.
A més d'establir la individualitat i la permanència dels cromosomes, Boveri descrigué l'aparell mitòtic, car fou el primer a identificar els centrosomas i definir el paper del fus mitòtic en la distribució dels cromosomes en els pols oposats de la cèl·lula mare, que originen les cèl·lules filles. Els treballs experimentals de Boveri en Ascaris i en embrions d'eriçons de mar li permeteren observar divisions cel·lulars defectuoses, com mitosis multipolars, mitosis monopolars o mitjos fusos, que després fou capaç d'induir experimentalment. Això li permeté definir tres regles (1888,1904):
- Els cromosomes durant la mitosi són dobles (presenten dues cromàtides), i cada part presenta un lateral que s'oposa cap a un dels pols del fus; aquesta regla implica la idea que un cromosoma només es pot dividir entre dues cèl·lules filles, i la presència dels cinetocors, llavors encara no descoberts, enfrontats en les dues cromàtides per a l'ancoratge dels microtúbuls. Boveri distingí fins i tot dos tipus de cromosomes, els que tenen un centròmer localitzat, en l'eriçó de mar, i els que el tenen difús (Ascaris).
- Els cromosomes estan connectats als dos pols del fus a través de microtúbuls (MTs).
- Cada cromàtide està unida a un dels dos pols i només a un.

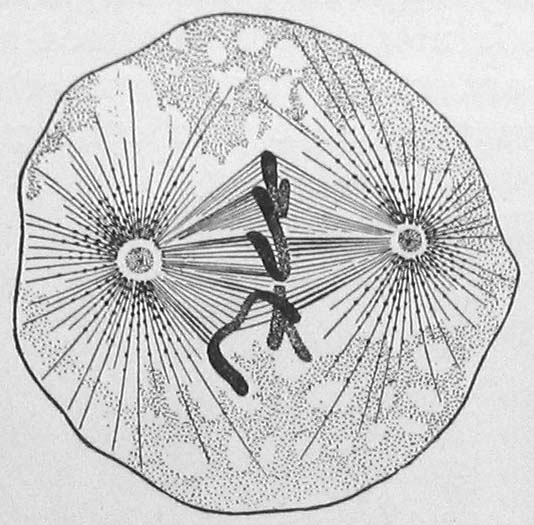
Dibuix d'Edmund B. Wilson representant el zigot dAscaris en la primera divisió cel·lular. (Wilson, Edmund B. The cell in Development and Inheritance, 1900).

D'altra banda, Boveri també identificà que les cromàtides es dupliquen durant la interfase (1904), i deduí una correlació precisa entre el número cromosòmic (la quantitat de cromatina) i la mida del nucli (1905). D'aquesta manera, para el cicle cromosòmic, Boveri establí tres successos clau: duplicació de la cromatina durant el període de repòs (interfase), la individualització de les cromàtides durant la condensació cromosòmica i la distribució de les cromàtides en anafase, una descripció que encaixa amb la visió actual dels successos cromosòmics durant el cicle cel·lular.
Boveri també descrigué el centrosoma per primer cop en Ascaris en 1887,
definint-lo com un "orgànul especialitzat en la divisió cel·lular". Boveri va identificar clarament el centrosoma com un parell de centríols envoltats per un material especial, capaç d'acoblar una "esfera de arquiplasma" que conté tots aquests elements, que al seu torn generen de manera transitòria una "astrosfera". El 1900, Boveri va establir que els centrosomes són orgànuls cel·lulars d'una única còpia.
A través de la seva observació de la dinàmica dels cromosomes, va arribar a la conclusió que un fus mitòtic bipolar típic consisteix en realitat de dos mitjos fusos, cadascun generat per un centrosoma, que es mantenen units pel conjunt dels cromosomes dobles units en l'extrem de cada àster, de tal manera que cada cromosoma està unit a ambdós pols, i només a un per cromàtica. Per tant, va deduir que durant la formació de la placa metafàsica, hi ha forces cromosòmiques que semblen contrarestar la repulsió existent entre els àsters.
Això no obstant, i a causa del fet que els cromosomes de la línia germinal d'Ascaris són estructuralment molt polimòrfics, Boveri no pogué distingir la presència de cromosomes homòlegs en Parascaris equorum, ni en la mitosi ni en l'estat de sinapsis meiòtica. Fou Walter Sutton qui reconegué la presència de cromosomes individuals, identificables per la seva mida, en espermatòcits de llagostes, i demostrà que 2 cromosomes similars sempre s'aparellen durant la meiosi. Això no obstant, el fet que existeixin cromosomes morfológicament diferents no exclou que continguin informació genètica similar. El 1902, Boveri exclogué aquesta possibilitat mitjançant una enginyosa anàlisi de dispermia (fertilització per més d'un espermatozoide) en eriçons de mar, demostrant que els cromosomes no són equivalents en el desenvolupament embrionari. Mitjançant una anàlisi quantitativa publicada el 1907, Boveri estimà el nombre de "genòfors" que són essencials per a controlar l'ontogènia, que correspon al nombre haploide de cromosomes.
A partir de les dades de tots els seus estudis citogenètics, Boveri arribà a la conclusió que l'aparell meiòtic no distingeix els cromosomes homòlegs en funció del seu origen patern o matern. Per tant, aquesta divisió pot generar combinacions múltiples de cromosomes per a crear nous jocs haploides als gametes. A més de l'existència de recombinació intercromosòmica, Boveri proposà també recombinació intracromosòmica durant la fase de sinapsis de la meiosi.
Boveri resumí els seus estudis a "Results on the constitution of the chromatic substance in the cell nucleus" (Resultats sobre la constitució de la substància cromàtica del nucli cel·lular), en el que combinava els fets observats sobre els cromosomes amb les lleis mendelianes de l'herència. En les seves pròpies paraules: "Veiem que dues àrees d'estudi que dos áreas d'estudi que s'han desenvolupat de manera independent han produït resultats que són tan harmoniosos com si un els hagués derivat teòricament de l'altre".
Avui es pot percebre el progrés conceptual realitzat per Boveri, però en el seu temps, les idees de Boveri (el que avui es coneix en conjunt com la teoria cromosòmica de Sutton i Boveri) foren rebudes amb fort escepticisme. La principal raó era que en principi no hi semblava haver evidencias definitives connectant un caràcter hereditari qualsevol amb un cromosoma concret. Per a Boveri, era la determinació sexual la que proporcionava aquesta evidència.

## Contribució a la biología de Walter Sutton
Walter Sutton fou una persona polifacètica, que realitzà diverses activitats al llarg de la seva vida, totes amb èxit, a pesar que morí a l'edat de 39 anys. Així per exemple, inicià els estudis d'enginyeria, que abandonà més tard per a estudiar biologia, primer a la Universitat de Kansas, on aconseguí tant el grau de Bachelor como el Master en 1901. Com a tesi del seu Master, realitzat al laboratori del Dr. C. E. McClung, estudià l'espermatogènesi de Brachystola magna, una llagosta originària de les terres on Sutton creixé. Després es traslladà a la Universitat de Colúmbia, on seguí els seus estudis de zoologia al laboratori del Dr. Edmund B. Wilson. Fou allí on Sutton escrigué els seus dos treballs en genètica: On the morphology of the chromosome group in Brachystola magna (Sobre la morfologia del grup cromosòmic de Brachystola magna) i The chromosomes in heredity (Els cromosomes en l'herència). Això no obstant, no acabà el seu Ph.D. en zoologia, sinó que durant dos anys treballà en els camps d'extracció de petroli de Kansas, on desenvolupà màquines específiques per a aquesta activitat. Posteriorment, continuà els estudis a la Universitat de Colúmbia, obtenint el doctorat en medicina en 1907 amb alta qualificació. A partir d'aquell moment i fins al final de la seva vida, treballà com a cirurgià en diferents hospitals, realitzant interessants contribucions en instrumentació mèdica i en protocols de cirurgia.
Durant la seva etapa en el laboratori de McClung, Sutton començà a estudiar els espermatogonis de la llagosta Brachystola magna. La seva primera publicació fou la seva tesi per a l'obtenció del grau de màster, que rebé el 1901. En aquest estudi, Sutton establí que durant la maduració de les espermatogònies, els cromosomes mantenen la seva individualitat, en contra de la idea predominant en l'època, que suposava que tots els cromosomes eren equivalents. Sutton observà que un cromosoma (identificat inicialment com el nuclèol, però denominat més tard el "cromosoma accessori" per McClung el 1909) es comportava de manera diferent de la resta dels cromosomes. L'any següent (1901), McClung identificà aquest cromosoma com el determinant del sexe, demostrant que el fenotip de la determinació sexual està associat amb un cromosoma concret.
Posteriorment, Sutton es va traslladar a la Universitat de Colúmbia, a Nova York, al laboratori d'Edmund B. Wilson, per realitzar una tesi doctoral en zoologia, com a continuació dels seus estudis a Kansas. D'acord amb un escrit de Wilson: "El seu treball en el meu laboratori va estar fonamentalment dedicat a estendre les seves observacions prèvies. Aquests estudis li van dirigir, pas a pas, a un descobriment de primera línia, és a dir, la identificació del mecanisme citològic de les lleis de Mendel de l'herència ". Aquests estudis es van publicar en dos papers al Biological Bulletin. El primer està dedicat a demostrar que els cromosomes mantenen la seva individualitat a través de la vida de l'organisme, seguint les relacions de mida entre els onze cromosomes a través de diferents generacions cel·lulars. El "cromosoma accessori" podia identificar-se en la meitat dels espermatozoides, proporcionant evidència addicional a la tesi de la individualitat dels cromosomes. Com posteriorment McClung identificà el "cromosoma accessori" com el que confereix la identitat sexual de la descendència, Sutton va ampliar la seva tesi inicial, suggerint que els cromosomes no són diferents únicament en la seva grandària, sinó també en les seves característiques fisiològiques. Al final d'aquesta publicació, Sutton presentava la seva hipòtesi: "Finalment dic l'atenció sobre la probabilitat que l'associació de cromosomes paterns i materns en parelles i la seva separació subsegüent durant la divisió reduccional com s'indica anteriorment, pot constituir la base física de la llei mendeliana de l'herència". Aquesta publicació va ser escrita en l'època en la qual un eminent investigador en temes d'herència, William Bateson, visitava Nova York. Bateson havia publicat aquest any (1902) una traducció dels “Principis de l'Herència de Mendel”, i Sutton va poder observar que aquests principis es relacionaven amb el seu treball. Basant-se en una carta de Sutton, McClung indica que "... el germen de la idea estava ja en la seva ment un any abans que fos impulsada pel recital sobre els resultats de Mendel.". L'originalitat de les idees de Sutton resulten més impressionants quan el mateix Wilson va reconèixer que inicialment no va percebre totes les implicacions de la concepció de Sutton.

## La confirmació de Thomas Morgan
Tot i la identificació que hi havia un repartiment de cromosomes durant la meiosi en les cèl·lules filles per Sutton i Boveri i la demostració que els caràcters no s'havia pogut demostrar experimentalment que els factors genètics mendelians formessin part dels cromosomes. La proposta que els cromosomes duien els factors mendelians de l'herència era encara controvertida, però el 1913 guanyà força a causa del fet que Estrella Eleanor Carothers, estudiant de doctorat de McClunck, documentà evidències definitives de distribució independent dels cromosomes en una espècie de llagosta.
De forma independent, Thomas Hunt Morgan un biòleg del desenvolupament, havia rebut un Ph.D. el 1890 a la Universitat John Hopkins pels seus estudis en el desenvolupament de les aranyes marines, un grup especialitzat d'invertebrats, i el 1891 va acceptar una plaça d'ensenyament al Bryn Mawr College. El 1904 la Universitat de Colúmbia va anunciar la creació d'una nova plaça en zoologia experimental, i l'hi va oferir a Morgan, que era antic amic del director del departament de zoologia, EB Wilson. Wilson va convèncer a Morgan que la clau per entendre el desenvolupament (és a dir, com una cèl·lula, l'ou, genera un individu complet) era entendre l'herència, ja que aquest és el mitjà a través del qual l'òvul i l'espermatozoide transmeten les característiques dels individus de generació en generació.
Morgan va iniciar els seus estudis en rates i ratolins, però aquests es reprodueixen tan a poc a poc que no resultaven convenients per fer estudis sobre l'herència. Buscant un organisme més apropiat, es va decidir per Drosophila melanogaster, la mosca de la fruita, a causa de les seves característiques: és un organisme petit (3 mm), fàcil de mantenir en el laboratori (es poden recollir un miler en una ampolla de quart de litre), és fèrtil tot l'any i molt prolífica (produeix una generació cada 12 dies, o sigui 30 generacions a l'any). A més els mascles i les femelles es distingeixen amb facilitat, i el desenvolupament embrionari passa a l'exterior, cosa que facilita l'estudi de les mutacions en el desenvolupament. Finalment, Drosophila només té 4 parells de cromosomes, la qual cosa el converteix en un organisme molt apropiat per als estudis sobre herència. Els estudis de Morgan amb Drosophila van començar el 1907. Inicialment, la seva intenció era mantenir diverses generacions, esperant que aparegués un mutant ocasional, una cosa que Hugo de Vries feia poc que havia descrit en plantes. No obstant això, després de dos anys mantenint les mosques, els seus esforços romanien estèrils.

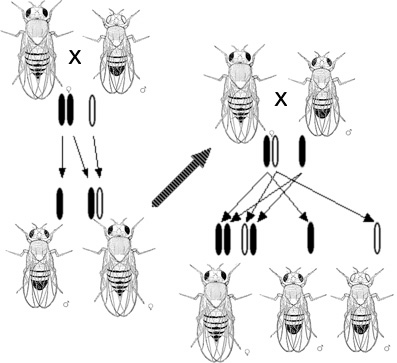
Dibuix de Morgan representant dos encreuaments de drosòfil·les. Cal aclarir que el sexe en D. melanogaster és determinat per l'absència d'un cromosoma sexual en el mascle. Els cromosomes blancs respresenten cromosomes sexuals que duen un al·lel per a l'expressió del color d'ulls blanc que és recessiu respecte a l'al·lel per al color vermell. El diagrama de flux dels cromosomes representats indica que en la segona generació no s'obtindrà cap femella amb color d'ulls blancs i que aproximadament la meitat dels mascles tindran els ulls blancs. (The Physical Basis of Heredity. Thomas Hunt Morgan. Philadelphia: J.B. Lippincott Company 1919)

Malgrat tot, Morgan va persistir, i l'abril de 1910, en una de les ampolles aparèixer un mascle amb els ulls blancs, en lloc del color normal (vermell). Això li permetia començar a analitzar algunes qüestions clau: Com s'havia generat aquest mascle? Què determina el color dels ulls? Per començar, Morgan va creuar el mascle mutant d'ulls blancs (que va denominar white, iniciant la tradició de nomenar la mutació amb el fenotip que genera) amb una femella verge normal, amb ulls vermells. A la primera generació (F1), va obtenir una descendència (mascles i femelles) amb ulls vermells, el que suggeria que els ulls vermells eren dominants, i els blancs recessius. Per provar-ho, va creuar els mascles i femelles de la F1, i va obtenir una segona generació (F2) amb les proporcions esperades segons les lleis de Mendel per a un caràcter recessiu: tres mosques d'ulls vermells per cada una d'ulls blancs. No obstant això, tot i que Morgan esperava la mateixa proporció de mascles i femelles amb els ulls blancs, va observar que totes les femelles els tenien vermells, i entre els mascles, n'hi havia amb ulls vermells i amb ulls blancs. La qual cosa implicava que el color dels ulls estava d'alguna manera associat o “lligat” al sexe. Posteriorment van aparèixer altres dues mutacions espontànies (ales rudimentàries i color del cos groc), que també estaven lligades al sexe. Tot això suggeria que aquests tres gens podrien estar en el mateix cromosoma, el cromosoma sexual.
Estudiant els cromosomes de Drosophila al microscopi òptic, Morgan va observar que els 4 parells no eren idèntics, i que les femelles tenien dos cromosomes X idèntics, mentre que en els mascles el X estava aparellat amb un cromosoma Y, amb un aspecte diferent i que mai no apareix en les femelles. Per això, un mascle ha de rebre el seu cromosoma X de la seva mare i el Y del seu pare, la qual cosa explicava la segregació observada en el color d'ulls: si la mare és homozigots (té els dos al·lels per aquest gen iguals) amb els ulls vermells, els seus fills mascles només poden tenir els ulls vermells, encara que el seu pare tingués els ulls blancs. Per tal que apareguin mascles amb els ulls blancs, la mare ha de portar com a mínim una còpia del gen d'ulls blancs en un dels seus cromosomes X, i només tindran els ulls blancs els fills que rebin el X amb el gen mutat. Per la seva banda, per tal que apareguin femelles amb ulls blancs, tots dos progenitors han d'aportar un cromosoma X amb el gen dels ulls blancs, el que és per tant un esdeveniment menys freqüent. És a dir, a partir d'aquestes observacions, Morgan va deduir que el gen que codifica el color dels ulls ha de residir en el cromosoma X, el que proporcionava la primera correlació entre un caràcter específic i un cromosoma concret.
Aquests estudis es publicaren a Science el juliol de 1910, amb el títol "Sex Limited Inheritance in Drosophila" (L'herència limitada al sexe en Drosophila) i l'abril de 1911, amb el títol "Mutations in eye color in Drosophila and their modes of inheritance" (Mutacions en el color d'ulls en Drosophila: modes d'herència)., en els que resumía tres conclusiones fundamentales:
- Que els gens han de residir als cromosomes.
- Que cada gen ha de residir en un cromosoma concret.
- Que el caràcter "color d'ulls" ha de residir en el cromosoma X i estar absent en el cromosoma Y, sent el vermell el color dominant.

Posteriorment, Morgan raonà que els cromosomes són acoblaments de gens, ja que caràcters que es troben en un cromosoma determinat tendeixen a segregar junts. No obstant això, Morgan va observar que aquests caràcters "lligats" de vegades se separen. Des d'aquí, Morgan va deduir el concepte de recombinació de cromosomes: postular que dos cromosomes aparellats poden intercanviar informació, i fins i tot va proposar que la freqüència de recombinació depèn de la distància entre tots dos. Com més a prop estiguin dos gens en un cromosoma, major serà la probabilitat que s'heretin junts, i com més gran sigui la distància entre ells, més gran serà la probabilitat que se separen a causa del procés d'entrecreuament (crossing-over). En resum, Morgan va suggerir que la intensitat del lligament entre dos gens depèn de la distància entre ells en un cromosoma. Basant-se en aquestes observacions, un estudiant del grup de Morgan, Alfred Henry Sturtevant, va arribar a la conclusió que les variacions en la intensitat de lligament podien utilitzar-se per mapejar els gens en els cromosomes, definint la distància relativa uns dels altres: un any després que Morgan hagués identificat la mosca d'ulls blancs, Sturtevant establir el mapa genètic per als gens lligats al sexe. Avui en dia, el Morgan és la unitat de mesura de les distàncies al llarg dels cromosomes a la mosca, els ratolins i en humans.
Morgan fou guardonat amb el Premi Nobel de Medicina o Fisiologia el 1933 per la demostració que els cromosomes són portadors dels gens.